# Jadwiga ze Szlezwiku
Jadwiga (duń. Helvig) (data urodzin nieznana, zm. 1374) – królowa Danii.

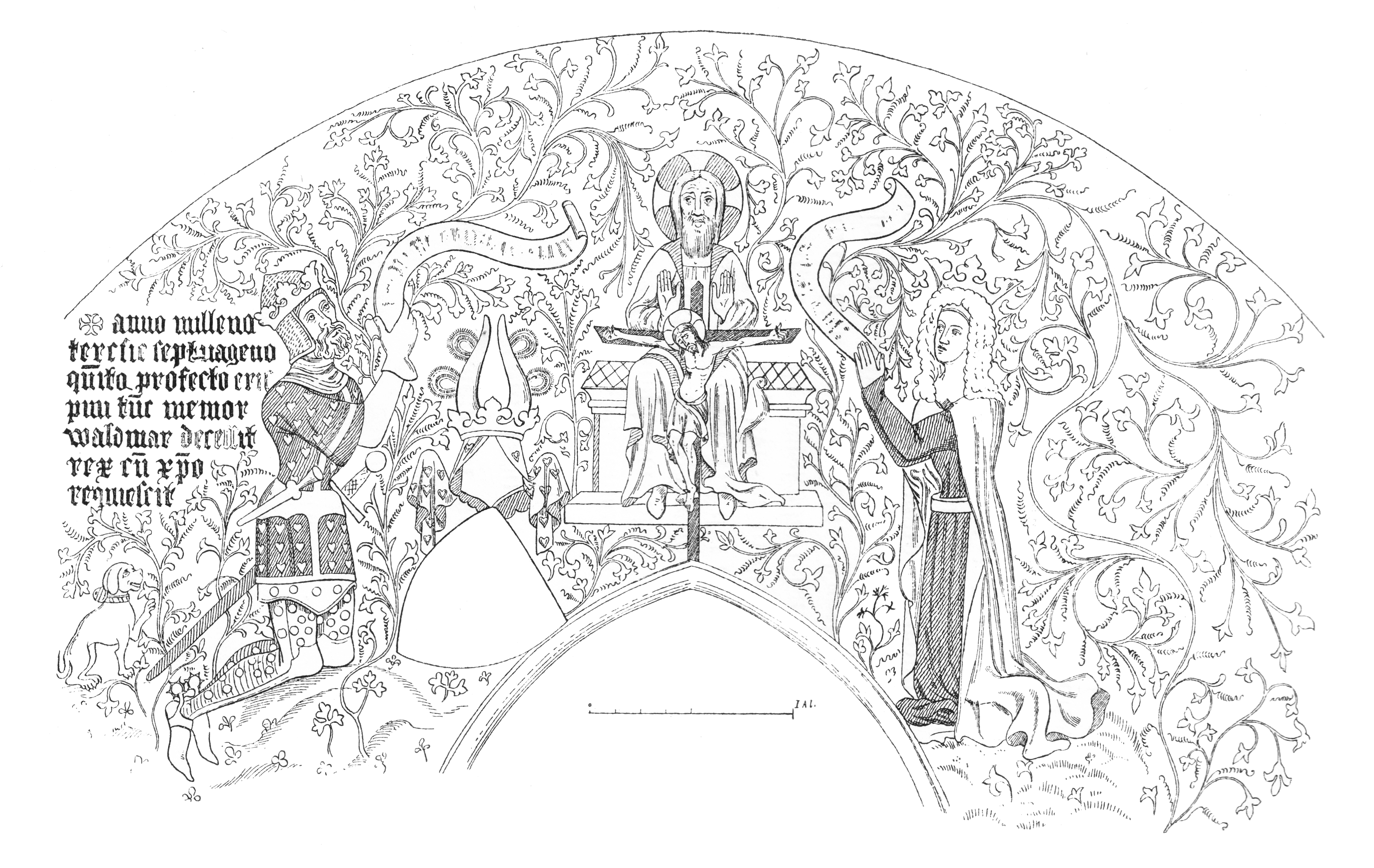
Król Waldemar IV i królowa Jadwiga, średniowieczny fresk z kościoła św. Piotra w Næstved

Była córką księcia szlezwickiego Eryka II (zm. 1325) i jego żony Adelajdy holsztyńskiej (siostry księcia holsztyńskiego Gerarda III Wielkiego, który w latach 30. i 40. XIV w. w praktyce kontrolował Danię). W 1340 poślubiła na zamku w Sønderborgu króla Danii Waldemara IV. Małżeństwo zostało zawarte z powodów politycznych. Po urodzeniu najmłodszej córki Małgorzaty w 1353 r. Jadwiga nie występuje więcej w źródłach pisanych. Ostatnie lata życia spędziła prawdopodobnie w klasztorze w Esrum na Zelandii, gdzie też została pochowana. Kościół klasztorny i grób królowej zostały zniszczone w czasach reformacji. Przypuszcza się, że powodem wstąpienia królowej do klasztoru był fakt utrzymywania przez króla kochanki o imieniu Tove. Podaje się też i inną informację o zamknięciu królowej w klasztorze po odkryciu jej romansu z duńskim rycerzem Folkerem, który został powieszony z rozkazu króla.

## Potomstwo
- Krzysztof (1341-1363),
- Małgorzata (1345-1350),
- Ingeborga (1347-ok. 1370), poślubiła ks. Meklemburgii Henryka III,
- Katarzyna (ur. 1349, zm. w dzieciństwie),
- Waldemar (ur. 1350, zm. w dzieciństwie),
- Małgorzata I (1353-1412), królowa Danii.